# Grève des techniciens et journalistes de l'ORTF en mai-juin 1968
La Grève des techniciens et journalistes de l'ORTF en mai-juin 1968 est un événement qui a joué un rôle important dans le déroulement de Mai 68.
Déclenchée au même moment que la plus grande manifestation de mai 1968, elle se « distingue par sa longueur » : cinq semaines pour le personnel administratif et technique, contre par exemple deux semaines à EDF, et jusqu'à sept semaines d'arrêt de travail pour les journalistes. La contestation des producteurs et réalisateurs de télévision avait commencé dès le 11 mai, avant toutes les autres grèves, « au lendemain de la censure de l'émission Panorama », selon l'historien de la presse Marc Martin et dans la soirée de la nuit des barricades de Mai 68.
Le contrôle étroit de la télévision avait été dénoncé par les manifestants au moment de cette nuit des barricades de Mai 68. « Accusés de mensonges, de partialité, de collusion avec le pouvoir et avec la police, certains journalistes et professionnels de l'ORTF en ressentent de la gêne voire de la honte ». La radio publique, restée plus libre de ses mouvements durant les premières semaines de Mai 68, avait couvert cette nuit, comme les radios privées mais de manière moins sensationnelle et plus factuelle et plus neutre.

## Le contexte général
Le ministre de l'Education Alain Peyrefitte, qui avait été à partir du 15 avril 1962 secrétaire d’État à l’Information, avait dès la période 1964-1965 mis en place un service de contrôle quotidien, le Service des liaisons interministérielles pour l’information, apparu sur le devant de la scène en 1968, qu'il utilisait pour orienter le choix et l’importance des informations et dont le fonctionnement s'était « très sensiblement dégradé après le départ de Jacques Leprette ».
Près de 65 % des Français reçoivent à cette époque la première chaîne et 42 % la seconde, lancée en 1964 et qui a tout juste commencé sa diffusion en couleur en 1967. 

### France Inter sur la défensive
En mai 1968, l’audiovisuel est attaqué dans son ensemble, qu’il soit public ou bien privé. La radio la plus écoutée est France Inter, (un tiers de l’audience) suivie d’Europe (21 %) et de RTL (19 %).
À la télévision, ni l'agitation le 22 mars sur le campus de Nanterre, ni les événements de Toulouse du 25 avril n'ont été signalés par l'ORTF alors que le mouvement étudiant en Allemagne est évoqué à plusieurs reprises. La manifestation parisienne de soutien à Rudi Dutschke, le 19 avril à Paris, est signalée brièvement.
Le 23 avril, la première séance de l'examen de la motion de censure déposée par la Fédération de la gauche marqué les critiques de l'opposition contre la politique gouvernementale de l'information, s'en prenant essentiellement à l'ORTF

### Les antécédents de la grève de 1962
Un Syndicat unifié des techniciens avait été fondé en 1959, par un petit groupe de dissidents de la CGT, parmi lesquels Pierre Simonetti, pour s’affranchir de l’hégémonie de la puissante fédération CGT du spectacle.
Le Syndicat unifié des techniciens décide dès 1962 de travailler de concert avec Syndicat des journalistes de radio et de télévision (SRJT), né à la suite d'une grève pour défendre la déontologie des journalistes et soutenu également par deux dirigeants de la CFTC de l'audiovisuel, Pierre Andreu et Henri Poumerol. La grève d'octobre 1962 conteste en particulier la sur-médiatisation de Charles de Gaulle. Les techniciens et journalistes travaillent alors main dans la main, en mettant en suspens les journaux télévisés du 17 octobre 1962, soit onze jours avant le référendum constitutionnel sur l’élection du Président de la République au suffrage universel direct.
En 1965, l’ORTF a vu se créer le Syndicat Interprofessionnel Radio et Télévision (SIRT) CFDT, qui regroupe les anciens de la CFTC et souhaite réunir journalistes et techniciens. Après l'important mouvement de Mai 68, il se renforcera peu à peu pour donner naissance en 1974, lors de l'éclatement de l'ORTF, au  Syndicat unifié de la Radio-télévision (SURT-CFDT), dirigé par François Werner, qui a été aidé pour cette fusion par Marc Avril, René Hampe, Régis Farnoux, Maurice Billy et Michel Rey.

### L'ORTF montrée du doigt dès le 10 mai à Paris
Dès le 10 mai, avant le refus de la diffusion de Panorama, le bureau du syndicat des réalisateurs avait protesté « contre la partialité de l'information à la télévision » . 
Le vendredi 10 mai à Paris, dans la soirée, la jonction des lycéens avec les étudiants s'opère vers 18h30 et ils forment un cortège de 10 000 manifestants Fuse alors le slogan "à l'hôpital Saint-Antoine !". La manifestation s'y rend pour vérifier s'il n’y a pas eu de morts lors des précédentes manifestations puis scande "à l'ORTF !"  pour protester contre la couverture médiatique, mais apprend que la rive droite de la Seine est bloquée par des CRS pour protéger les Champs-Élysées.
Elle part alors rive gauche où va se déclencher la nuit des barricades de Mai 68.

## Le prélude, les réactions aux interventions sur deux reportages

### La censure du reportage de Panorama
La grève à l'ORTF a été déclenchée par la censure et la modification de deux reportages réalisés par des journalistes de l'ORTF sur les mouvements étudiants, pour deux des émissions phares de l'ORTF, Zoom (émission de télévision) et Panorama qui offraient des images inédites des précédentes manifestations. 
Le choc constitué par ces décisions et la manière dont elles ont été prises ont été racontés en 1978 par André Astoux qui était en 1968 directeur-adjoint de l'ORTF et qui a par la suite perdu son poste.
Le vendredi 10 mai 1968, la première des deux chaînes de l'ORTF doit diffuser comme tous les vendredis à 20h30, l'émission de reportages Panorama qui donnait la parole, pour la première fois, aux protagonistes de la crise : côté dirigeants syndicaux Jacques Sauvageot (UNEF) et Alain Geismar (SNESup), côtés autorités le préfet de police Maurice Grimaud et le recteur d'académie Jean Roche. Michel Honorin et Jean-Pierre Chapel ont réalisé pendant trois jours des interviews des intéressés. 
L'équipe du magazine a appris trois-quarts d'heures avant la diffusion que le gouvernement s'y oppose, par décision des ministres de l'Information et de l'Éducation nationale. L'ORTF doit la remplacer au pied levé par un sujet sur les notaires. Les producteurs de Panorama étaient passés outre les consignes de la direction de l’information et craignaient que la censure remonte à l'échelle du gouvernement.

### Les réactions des journalistes de l'ORTF
Au sein de l'ORTF, la réaction vigoureuse du 11 mai 1968, dénonçant la censure du magazine mensuel d'information Panorama ne se fait pas attendre, et n'émane pas des journalistes des journaux télévisés, mais de ceux des magazines mensuels d'information. Par un communiqué envoyé dès le matin du samedi 11 mai à l'AFP, repris par la presse, il « s'indignent de la scandaleuse carence d'information du public (...) et constatent que la direction et la rédaction en chef de l'actualité télévisée ont été incapables de résister aux pressions gouvernementales et ont fait ainsi la preuve de leur irresponsabilité ». 
Le communiqué de protestation est signé aussi par les journalistes d'une autre institution télévisée de l'époque, Zoom, qui a également prévu un reportage avec Jacques Sauvageot (UNEF) et Alain Geismar (SNESup). 
Les signataires incluent également les équipes de Caméra III et de Cinq colonnes à la une (Pierre Desgraupes, Pierre Dumayet, Igor Barrère, André Harris, Alain de Sédouy, Philippe Labro, et Henri de Turenne). Le syndicat des réalisateurs et des producteurs de télévision tout comme celui des auteurs et compositeurs publient des communiqués au même contenu.

### Manifestations devant l'ORTF
Le samedi 11 mai à Toulouse les contestataires se réunissent dès le matin et vers 15 heures, deux mille étudiants de la faculté des Sciences de Rangueil vont en cortège place du Capitole. D’autres étudiants se joignent à eux place du Capitole. Alcouffe président de l’UNEF prend la parole. Les leaders essaient de rejoindre une équipe de l’ORTF en train de tourner une émission square De Gaulle. Les étudiants se mobilisent encore plus massivement et manifestent avec les syndicats, jusqu’à l’ORTF, à l'avant-veille d'une grande manif de la gauche et des syndicats place du Capitole.
L'ORTF promet de diffuser dès le samedi soir le reportage de Panorama. Mais elle le fait sans la séquence sur les étudiants ce qui déclenche une nouvelle dénonciation de la censure. 
Le Premier ministre Georges Pompidou revient en France au cours de cette soirée du 11 mai. Dès son arrivée, l'annonce d'une intervention prévue vers 23 heures est diffusée dès 21 heures tous les quarts d'heures à la demande du directeur de l'information de l'ORTF. À 23 heures, Georges Pompidou promet la réouverture de la Sorbonne.
Puis l'ORTF corrige légèrement le tir le lendemain 12 mai à Télésoir : après la déclaration du Premier ministre, le leader du SNEsup, Alain Geismar est interrogé, de même qu'un étudiant de l'UNEF. C'est la première parole apparue à l'ORTF des contestataires sur leur mouvement. 
Du 2 au 14 mai, selon un bilan chiffré des images archivées, deux heures ont été consacrées dans les journaux télévisés aux événements : 
- une heure trente émanant des ministres, préfet de police, chef du gouvernement et autorités universitaires;
- trente minutes pour les comptes rendus des manifestations;
- deux minutes pour les dirigeants syndicaux étudiants et enseignants[6].

### Les réactions des autres médias
Les réactions de la presse sont vigoureuses aussi. Le Monde juge « scandaleux que le magazine hebdomadaire du " plus grand journal de France ", 25 millions de téléspectateurs, n'ait pas obtenu l'autorisation de diffuser quoi que soit sur ce sujet, à l'heure même où Paris allait connaître une nuit d'émeute ».
Le journal précise que les reporters de l'ORTF avaient pris le soin de « filmer les différentes manifestations - non sans risques étant donné la nervosité des étudiants envers l'ORTF » et donne dès son premier article couvrant l'affaire tous les détails sur la préparation de l'émission et la façon dont elle a été censurée.
Le Monde rappelle avec ironie qu'une proposition de commission pour l'objectivité de l'information à l'ORTF avait été rejetée au motif qu'une telle demande était en fait  « sans objet car la censure n'existait pas » et s'inquiète de savoir comment les reporters de l'ORTF  « pourront tenter, désormais, d'aller quérir l'actualité » sur le terrain, « sans risquer de se faire écharper ». Il rappelle que les reporters de RTL, grâce à trois voitures-radio et une moto, ont « pu donner des échos impressionnants » de la nuit des barricades  puis constituer un lieu de négociation, avant que la direction de la radio ne considère ce rôle comme équivoque.

### Les coupes dans le reportage de Zoom
Un numéro de l'émission Zoom, entièrement consacré à la révolte des étudiants, devait passer lui aussi sur la première chaine de l'ORTF le 14 mai avec les mêmes leaders interrogés, Sauvageot et Geismar. Il a fait l'objet d'une préparation depuis avril 1968. Guy Demoy, le cameraman de l'émission, a notamment rencontré à Nanterre des militants du Mouvement du 22 mars. Un reportage est alors envisagé, sur un parallèle insolite entre « bachoteurs » et « contestataires » au moment des examens. Le 3 mai, Alain de Sédouy et André Harris demandent à Guy Demoy et Francesco Espresa, d'aller filmer au Quartier Latin. Ils retournent à Nanterre les jours suivants. Réalisé par Jean-Pierre Thomas, le reportage est complété par quelques séquences, ajoutées au dernier moment,de la grande manifestation unitaire du 13 mai 1968.
Le Président du Conseil d'Administration de l'ORTF, Wladimir d'Ormesson, veut tout d'abord interdire l'émission, puis se laisse convaincre par André Astoux, directeur général adjoint de l'ORTF, que le reportage peu « apporter un éclairage réel » sur des événements qui « continuent d'être mal perçus ». Il expliquera ces divergences dans son livre Ondes de choc. Ses fonctions cessent en 1969. Wladimir d'Ormesson et François Bloch-Lainé, vice-président du Conseil d'administration, vont en parler chez Georges Gorse  le Ministre de l'Information, qui convoque la commission information du conseil d'Administration pour visionner le reportage le 13 mai à 22 heures au siège du groupe. Pour la première fois, deux représentants du personnel, le réalisateur Jean-Marie Drot et le producteur Claude Santelli, signataires du communiqué du 11 mai sont invités.
Harris et Sédouy acceptent les coupes réclamées, mais sans que cela suffise pour obtenir un feu vert. Finalement, c'est Michel Jobert, directeur de cabinet de Georges Pompidou, qui a autorisé personnellement la diffusion. André Astoux écrira dans son autobiographie que l'autorisation du débat qui suit l'émission a été obtenue par ses démarches auprès du gouvernement, mais il n'obtient pas la Première chaine. Ce sera la seconde, moins regardée. Le débat est enregistré le 14 mai dans l'après-midi. 
Dans l'après-midi du 13 mai 1968, alors que les grandes manifestations s'achèvent, Jacques-Bernard Dupont, directeur général et  des représentants du conseil d'administration de l'ORTF ont assisté à la projection de la principale séquence du magazine. Les coproducteurs  avaient prévu, comme d'habitude, un débat contradictoire. C'est seulement le lendemain soir quelques heures avant la diffusion, que sont choisis les participants au premier débat associant des contestataires, le député gaulliste Fanton, le recteur  Capelle, Sauvageot et Geismar, révélera Le Monde tout en précisant qu'il semble alors que l'ORTF ne soit pas disposée à permettre la diffusion du débat. « Dans ces conditions, les producteurs de " Zoom ", estimant que la séquence ne prend sa signification qu'accompagnée d'une discussion au fond, seront peut-être tentés de saborder l'émission », ajoute le quotidien du soir.
L'enregistrement s'effectue dans un climat de défiance et de pressions. Des réalisateurs demandent à être présents sur le plateau pour vérifier qu'aucun passage de plus ne sera coupé, en particulier pour le débat. Daniel Cohn-Bendit, durant l'enregistrement, reproche à Harris et Sédouy de « les avoir amenés là ». Il est décidé alors que le débat du surlendemain, avec ce dernier sur le plateau, sera en direct.
Daniel Cohn-Bendit et son ami proche Olivier Castro, sont les « héros » du reportage finalement diffusé avec les coupes, selon l'historien Jean-Pierre Filiu. On les voit devant l'université de Nanterre ironiser sur la couverture de L'Humanité du 3 mai «De faux révolutionnaires à démasquer », en reprenant l'expression utilisée la veille par le journal Minute. Cohn-Bendit apparaît successivement didactique, chahuteur et responsable. Son ami Olivier Castre, interviewé à la terrasse d'un café, semble, par comparaison, moins brillant selon Jean-Pierre Filiu et sa compagne Évelyne, reste confuse lorsque le journaliste de l'ORTF lui demande : « En somme, vous voulez devenir un cadre de cette société ? ». 
Le reportage est diffusé au soir du 14 mai, mais avec des coupes et suivi d'un débat en différé sur le plateau avec Jacques Sauvageot (UNEF) et Alain Geismar (SNESup), Pierre Juquin, du PCF, David Rousset, gaulliste de gauche et journaliste, le député gaulliste André Fanton et le recteur Capelle. Le 16 mai, un autre débat, en direct, associera Sauvageot, Geismar et Cohn-Bendit à 3 journalistes de presse écrite, représentant France-Soir, Paris-Presse et Le Figaro, suivi par un discours du Premier Ministre, Georges Pompidou.

## La «Tribune libre» du 16 mai et la manifestation transformée
Une manifestation d'étudiants est prévue devant les studios de télévision de l'ORTF, rue Cognacq-Jay, à 20 heures 30 le vendredi 17 mai, à l'appel du SNES, de l'UNEF, du Mouvement du 22 Mars et des Comités d'action lycéens.
La journée du 16 mai voit un premier débat public en direct programmé les jours précédent, par la direction de l'ORTF, intitulé « Tribune de l’Université » et prévu pour une diffusion juste après le journal de 20 heures, avec la participation de trois journalistes de presse écrite et de trois des contestataires, Daniel Cohn-Bendit, Alain Geismar (secrétaire général du SNESup, et Jacques Sauvageot, vice-président de l'UNEF. Dans l'après-midi, les éditions de 13 h sur la première chaîne et de 19h 40 sur la seconde ont diffusé un reportage, sur l'usine Sud-Aviation à Nantes, la première usine occupée dès le 14 mai 1968. Une demi-heure après le débat en direct est prévu l'allocution de Georges Pompidou qui finalement passe à 21 h 34, et porte l'indication « Déclaration non prévue enregistrée vers 21 h 25 », le premier ministre ayant refait son enregistrement car le débat n'a pas tourné au vinaigre comme il l'espérait. D'autres mentions manuscrites retrouvées par les historiens révèleront des tensions entre journalistes et direction de l'ORTF. La presse se l'écho de cette émission mais cette fois avec plus de discrétion. Certains journaux y voient une tentative de disqualification des étudiants auprès de l'opinion publique.
Les manifestations d'étudiants prévues le soir du 17 mai devant les studios de télévision, désapprouvées par un communiqué de la CGT sont annulées vers minuit le 16 mai par un communiqué commun de l'UNEF et du SNESup, qui les transforment en un appel à manifester « un soutien concret des luttes ouvrières » le 17 mai. Au cours de cette même soirée du jeudi 16 mai, marquée par le communiqué de la CGT, une assemblée de personnels de l'ORTF « réunie spontanément » a décidé de convoquer pour le lendemain une vaste « assemblée générale pour décider d'une grève illimitée », en proposant 3 grandes revendications, création d'un conseil professionnel, remplacement du comité des programmes par un comité paritaire d'arbitrage et d'appel et participation paritaire de tous les personnels au sein d'un nouveau conseil d'administration. D'accord, les réalisateurs et producteurs se mettent en grève en attendant les décisions de l'assemblée générale.  Le programme "Télé-nuit" normalement diffusé vers 23 heures est immédiatement supprimé sans explication.
La conférence de presse de Jacques Sauvageot le 17 mai, dont l'ORTF se fait l'écho, est la fin d'un « bref cycle de la présence des leaders universitaires contestataires à l'écran ». L'interview de Georges Séguy, secrétaire général de la CGT, dénonçant le Mouvement du 22 mars « créé à grand renfort de publicité », demandant « Cohn Bendit qui est-ce? » et affirmant que « Les travailleurs voient d'un mauvais œil l'ingérence extérieure des étudiants » passe au 20 heures le même jour, celui d'une manifestations qui se rend du Quartier Latin à l'usine de Renault-Billancourt à l'appel de l'UNEF, tandis qu'une autre avait été organisée par les maoïstes la veille. 
Entre-temps, dans Télémidi du 17 mai, le communiqué des journalistes, rédigé le matin même, a été lu à l'antenne : ils « affirment leur refus de subir l'influence des ministères et des partis politiques quels qu'ils soient (...) ». Le soir du 17 mai, les personnels de l'ORTF, réunis en assemblée générale, votent le principe de la grève générale,.

## La grève

### Les premiers débrayages du 13 au 15 mai
La grève des techniciens et journalistes prend ensuite place sur la période située entre le lundi 13 mai et le mercredi 15 mai. Elle commence par un appel des syndicats de l'ORTF  à la grève générale du 13 mai, comme dans la plupart des entreprises, relayé par réunions spontanées des personnels de l’ORTF dans plusieurs sites de l'établissement public. Ce lundi 13 mai, la plupart des membres du service des reportages ont participé, « au risque d'être sanctionnés » par l'ORTF.
Le 16 mai, la colère monte d'un cran, avec le 1er communiqué des syndicats annonçant une assemblée générale de tout l'ORTF pour le lendemain, au siège, rue Cognacq Jay. 
Le directeur général Jacques-Bernard Dupont réunit les chefs de service de l'actualité télévisée, en présence d'Emile Biasini, directeur de la télévision, pour leur exprimer « son entière confiance » et affirmer « très nettement qu'il portait la responsabilité de toutes les émissions de la télévision ». 
Le Monde observe alors que « le refus délibéré de permettre aux intéressés de s'expliquer, la maladresse avec laquelle l'ORTF a renforcé (au lieu de chercher à l'assouplir) l'intransigeance du gouvernement, ont créé un malaise chez les journalistes de l'actualité télévisée qui croyaient pourtant avoir franchi le cap des illusions dans ce domaine depuis longtemps ». « Laissera-t-on accréditer l'idée selon laquelle il existe deux catégories de journalistes à l'ORTF : les " conditionnés ", qui subissent les servitudes de la propagande et de la censure gouvernementales, ET les "émancipés", qui entendent pratiquer leur métier de journaliste avec un souci d'honnêteté et dans un climat de liberté que l'exercice de cette profession exige » se demande alors le quotidien.

### L'assemblée générale du 17 mai et le comité de liaison
Le 17 mai, une vaste assemblée générale des personnels, appelée la veille, se tient dans le studio 15, aux Buttes Chaumont, retransmise en duplex avec les autres sites comme la Maison de l’ORTF et les studios de Cognacq-Jay. Cette assemblée générale vote de grève et une liste de revendications incluant l'abrogation de la loi sur l’ORTF, l'autonomie vis-à-vis du pouvoir, et la création d'un statut des personnels. Puis le  20 mai a lieu une autre assemblée générale, réunissant cette fois le secteur le plus sensible, celui des seuls journalistes de l'actualité télévisée.
Trois jours plus tard, alors qu'aucune solution n'a été trouvée et que le mouvement de grèves de Mai 68 n'a fait que s'étendre à travers le pays, le gaulliste Yves Guéna, ministre des Postes et Télécommunications, décide de couper les moyens de retransmission en direct du Quartier Latin. En réaction, dès le lendemain est fondé un « comité de liaison » des journalistes, qui affirme sa « volonté de diffuser une information libérée de toute contrainte, entrave, censure ». Il est principalement créé par les syndicats des professionnels de l’information, issus du public comme du privé (ORTF, Europe n°1, RTL, Radio MonteCarlo).

### L'actualité télévisée à l'arrêt aussi
Le 22 mai, les journalistes de la radio ont élu un « Comité des cinq », chargé de surveiller l’objectivité de l’information. Les cadres officiel de l'ORTF sont dans une phase où ils voient leur pouvoir discuté, contesté de l’intérieur même de la rédaction. 
Le 25 mai, ce sont les techniciens de l'ORTF qui prennent à leur tour la décision d'intervenir, mais contre une partie des journalistes qui continuent à répercuter seulement le point de vue du gouvernement. L'émission « Télé-soir » est ainsi coupée par décision de l’intersyndicale: c'est l'écran noir. La date du 25 mai 1968 est ainsi parfois reconnue comme celle où « les journalistes de l'ORTF se mettent en grève », alors que nombre d'entreprise sont à l'arrêt depuis des jours dans le pays. Deux jours plus tard, trois journalistes de France Inter démissionnent : ils expliquent leur écœurement dans une lettre au directeur général de l'ORTF, estimant «impossible d'exercer à l'actualité radiophonique le métier de journaliste conformément aux règles et aux principes moraux de cette profession».
Le refus de la direction de l’ORTF de diffuser à la télévision les réactions de personnalités politiques et syndicales aux propos du chef de l'État tenus la veille le 24 mai a eu pour effet d'entraîner « une large majorité de journalistes de l'information télévisée dans la grève effective » alors qu'ils étaient auparavant dans une contestation sans grève. Le vote s'effectue à une large majorité de 97 voix contre 23.   
Dans la foulée, une partie de la rédaction de l’Actualité télévisée se met à son tour en grève, et cette grève est soutenue et même coordonnée par un « comité des dix » réunissant des journalistes connus, qui fait écho au « Comité des cinq » mis sur pied par les grévistes à la radio trois jours plus tôt. Parmi eux, Jean Lanzi, Emmanuel de La Taille, François de Closets, Frédéric Pottecher, Brigitte Friang, Mario Beunat, André Saulnier, Charles Monier, Michel Honorin, et Jean-Pierre Delannoy. Le lendemain 26 mai voit le « service minimum » exigé par la loi être appliqué soit 30 minutes minimum d’information à 20 heures. Le mouvement s'étend cependant, avec 116 journalistes de la télévision sur 150 en grève le 27 mai, ce qui amène le gouvernement à demander à la police fermer de force l’accès à Cognacq-Jay, y compris pour les salariés qui y travaillent. Après cette décision, les personnels rejoignent la Maison de l’ORTF.

## La fin de la grève
À partir du 26 mai 1968, le journal télévisé sur la première chaîne, est réalisé par les journalistes non grévistes, avec un seul journal à 20 heures, n'informant que sur les communications officielles. Le 4 juin, l'ORTF passe à deux journaux, à 20 heures et la nuit.  
Si la grève à l'ORTF fut une des dernières à démarrer, une dizaine de jours après la plupart des autres, elle a été aussi la dernière à finir, le 25 juin, au surlendemain du premier tour des élections législatives de juin 1968, quand les techniciens de la télévision suspendent leur mouvement. Les journalistes des actualités télévisées, pour leur part, ne décident et votent la reprise du travail que le 12 juillet, à une date où ils se voient priés d'attendre à la porte pour retrouver leurs postes, selon l'historien de la presse Marc Martin. 
À France Inter, début juin est annoncée la démission de Pierre de Boisdeffre. Le journal de 9 heures est suivi de près par Jacqueline Baudrier car le général de Gaulle l'écoute.  Sur le terrain, les fréquences des voitures émettrices sont supprimées, les émetteurs contrôlés par l'armée.  Puis c'est Emile Biasini, directeur de la télévision, qui claque la porte, tout comme Edouard Sablier, directeur de l'information. Le gouvernement tente de séduire par des avancées matérielles, mais les grévistes n'obtiennent rien sur la liberté d’information ni sur l'indépendance des rédactions.  L'Union des journalistes de la télévision vote la reprise du travail le 13 juillet.

### Les manifestations de soutien aux grévistes
Du 6 juin au 11 juin, en participant chacune à son tour à une ronde silencieuse autour de la Maison de la Radio, différentes catégories professionnelles viennent manifester leur solidarité avec les personnels de l'ORTF en grève :
- le 6 juin : les gens du spectacle ;
- le 7 juin : les journalistes et ouvriers du livre ;
- le 8 juin : les ouvriers de la métallurgie ;
- le 9 juin : les enseignants et les étudiants ;
- le 10 juin : les fonctionnaires ;
- le 11 juin : les Arts et les Lettres ;
- le 12 juin : des personnes diverses, anonymes, auditeurs, et téléspectateurs venus

malgré l’interdiction de manifester.
En province, autour des stations régionales de l'ORTF dans les grandes villes, des débats et des galas sont organisés permettant grévistes d'expliquer leur action et de répondre aux questions de téléspectateurs privés de programmes.
La « critique de l'information » est un thème « omniprésent » dans les Affiches murales et slogans de Mai 68., avec un grand nombre d'affiches qui critiquent en tout premier lieu le « manque d'indépendance » des grands moyens d'information.

## La réaction de la presse française et de l'opinion à la grève

### La presse communiste
La réaction de la presse française  est très variable en fonction des obédiences, selon l'historien de la presse Marc Martin, qui a étudié en particulier les fonds documentaires très riches des hebdomadaires de toutes dimensions. Elle évolue au fil du temps. Au cours des premiers jours par exemple, la presse communiste qui depuis des années « dénonce radio et télévision comme des instruments de propagande du gouvernement et les journalistes comme les mercenaires du pouvoir » continue sur sa lancée, avant de l'infléchir après la mi-mai, en se montrant plus proche des grévistes, qui incluent aussi des techniciens.

### La presse catholique
La presse catholique se montre au contraire très compréhensive au début et soutient la « nécessité d'une diversification des points de vue, sans lesquels il n'y a pas d'information honnête ». Mais ensuite « tout change dans la semaine du 10 au 16 juin », notamment avec le retour de la chronique parisienne de radio-télévision dans de nombreux journaux, alors qu'elle avait été interrompues au cours de la seconde moitié du mois de mai par la grève des messageries de presse. Les hebdomadaires catholiques vont alors toujours « souhaiter, dans l'ensemble, une information différente », mais critique spécifiquement l'Intersyndicale de l'ORTF: le « principal reproche adressé aux grévistes » par les hebdomadaires chrétiens est au cours de cette période « d'avoir voulu établir à leur tour leur censure sur la radiotélévision ». Dans la presse quotidienne proche des milieux catholiques, Le Monde souligne au contraire à la fin de la grève que « l'affaire des cent dix journalistes de l'actualité radiophonique » qui ont été « priés de rentrer chez eux en attendant une convocation individuelle, a provoqué une réelle émotion ».

## La presse conservatrice
Les hebdomadaires conservateurs commentent très peu la grève, a découvert l'étude de Marc Martin car les candidats de la majorité gaulliste aux législatives interviennent déjà dans leurs colonnes et n'en parlent pas non plus. Dans « ces textes électoraux de la majorité, la question de la grève de l'ORTF n'apparaît jamais », souligne l'historien, pour qui un très clair « silence des candidats de la majorité semble donc déterminer celui de la presse locale conservatrice ».